# Ustje
Die Ustje (russisch У́стье) bildet den linken Quellfluss der Kotorosl in der zentralrussischen Oblast Jaroslawl.
Die Ustje entspringt im Rajon Uglitsch im Westen der Oblast Jaroslawl und fließt in überwiegend östlicher Richtung. Sie passiert die Kleinstadt Borissoglebski und wird später von der Moksa, ihrem größten Nebenfluss, von links aufgenommen. Bei Semibratowo überquert die Fernstraße M8 den Fluss. Auf den letzten Kilometern wendet sich die Ustje nach Süden und vereinigt sich schließlich mit der Wjoksa, dem Abfluss des Nerosees, zur Kotorosl. Südlich der Ustje verlaufen in Ost-West-Richtung die Höhen von Borissoglebski.
Die Ustje hat eine Länge von 153 km. Sie entwässert ein Areal von 2530 km². Der Fluss wird hauptsächlich von der Schneeschmelze gespeist. Der mittlere Abfluss bei Flusskilometer 42 beträgt 10,3 m³/s. Zwischen Mitte November und April ist die Ustje eisbedeckt.